# Hodgenville
Hodgenville è una piccola città degli Stati Uniti d'America, nella Contea di LaRue nello Stato del Kentucky.
Abramo Lincoln nacque in una capanna di tronchi vicino a Hodgenville.